# William Reynolds (explorateur)
Pour les articles homonymes, voir William Reynolds et Reynolds.
William Reynolds (10 décembre 1815 - 5 novembre 1879) est un contre-amiral qui, comme enseigne de vaisseau a participé à l'expédition d'exploration américaine dans l'océan Pacifique de 1838 à 1842 (sous les ordres du lieutenant Charles Wilkes).
Son journal de bord (sous le titre de The Private Journal of William Reynolds, United States Exploring Expedition, 1838-1842,
William Reynolds - Author) est publié par Penguin Classic en 2004 (320 p.,  (ISBN 0-14-303905-9)). Ce journal est une des sources principales de Sea of Glory de Nathaniel Philbrick (traduit en français À la conquête du Pacifique, éditions Jean-Claude Lattès).